# Október 6. utca (Budapešť)
Október 6. utca je ulice v hlavním městě Maďarska, Budapešti. Leží v samotném středu města, v pátém obvodě. Spojuje ulici Józsefa Atilly s náměstím Svobody v místní části Lipotváros. Je dlouhá cca 460 metrů.

## Název
Název odkazuje na datum 6. října, datum odkazující na popravu 13 maďarských vzbouřeneckých generálů (maďarsky aradi vértanúk) v roce 1849.

## Historie
V roce 1837 se na historické mapě objevila pod německým názvem Götter Gasse. Po roce 1848 byla pojmenována již v maďarštině jako Bálvány utca. Od poloviny 1. dekády 20. století zde také stála tramvajová trať. Byla zrušena nejspíše po druhé světové válce.

## Doprava
Ulice je jednosměrná městská ulice se stromořadím a parkovacími místy.

## Významné objekty
- Hild tér
- socha policisty
- Knihovna Svobodné Evropy
- socha Istvána Shéchenyiho